# Attilio Spaccarelli
Attilio Spaccarelli, född 1890 i Rom, död 1975, var en italiensk arkitekt som var verksam under fascismens tidevarv då Nationella fascistpartiet styrde Italien. Han deltog bland annat i ritandet av Via della Conciliazione.